# Längdskidåkning vid olympiska vinterspelen 2022
Längdskidåkning vid de olympiska vinterspelen 2022 arrangerades i Kuyangshu längdåknings- och skidskyttecenter i Zhangjiakou, ca 200 km nordväst om Peking i Kina. 12 grenar, 6 vardera för damer och herrar, ägde rum mellan den 5 och 20 februari.

## Tävlingsprogram
Alla tider är angivna i lokal tid (UTC+8).
| Datum       | Tid   | Tävling                             |
| ----------- | ----- | ----------------------------------- |
| 5 februari  | 15:45 | 15 km skiathlon, damer              |
| 6 februari  | 15:00 | 30 km skiathlon, herrar             |
| 8 februari  | 16:00 | Sprint (F) kval, damer              |
| 8 februari  | 16:00 | Sprint (F) kval, herrar             |
| 8 februari  | 18:30 | Sprint (F) final, damer             |
| 8 februari  | 18:30 | Sprint (F) final, herrar            |
| 10 februari | 15:00 | 10 km individuell start (K), damer  |
| 11 februari | 15:00 | 15 km individuell start (K), herrar |
| 12 februari | 15:30 | 4×5 km stafett, damer               |
| 13 februari | 15:00 | 4×10 km stafett, herrar             |
| 16 februari | 17:00 | Sprintstafett (K) kval, damer       |
| 16 februari | 17:00 | Sprintstafett (K) kval, herrar      |
| 16 februari | 19:00 | Sprintstafett (K) final, damer      |
| 16 februari | 19:00 | Sprintstafett (K) final, herrar     |
| 19 februari | 14:00 | 50 km masstart (F), herrar          |
| 20 februari | 14:30 | 30 km masstart (F), damer           |

## Medaljsammanfattning
Herrar
| Gren                                     | Guld                                                                     | Guld      | Silver                                                                     | Silver    | Brons                                                                  | Brons     |
| Sprint, fristil Detaljer...              | Johannes Høsflot Klæbo Norge                                             | 2.58,06   | Federico Pellegrino Italien                                                | 2.58,32   | Alexander Terentjev ROC                                                | 2.59,37   |
| Sprintstafett, klassisk stil Detaljer... | Norge Erik Valnes Johannes Høsflot Klæbo                                 | 19.22,99  | Finland Iivo Niskanen Joni Mäki                                            | 19.25,45  | ROC Aleksandr Bolsjunov Alexander Terentjev                            | 19.27,28  |
| 15 km, klassisk stil Detaljer...         | Iivo Niskanen Finland                                                    | 37.54,8   | Aleksandr Bolsjunov ROC                                                    | 38.18,0   | Johannes Høsflot Klæbo Norge                                           | 38.32,3   |
| Skiathlon, 30 km Detaljer...             | Aleksandr Bolsjunov ROC                                                  | 1:16.09,8 | Denis Spitsov ROC                                                          | 1:17.20,8 | Iivo Niskanen Finland                                                  | 1:18.10,0 |
| Stafett, 4 × 10 km Detaljer...           | ROC Aleksej Tjervotkin Aleksandr Bolsjunov Denis Spitsov Sergej Ustiugov | 1:54.50,7 | Norge Emil Iversen Pål Golberg Hans Christer Holund Johannes Høsflot Klæbo | 1:55.57,9 | Frankrike Richard Jouve Hugo Lapalus Clément Parisse Maurice Manificat | 1:56.07,1 |
| 50 km fristil, masstart Detaljer...      | Aleksandr Bolsjunov ROC                                                  | 1:11.32,7 | Ivan Jakimusjkin ROC                                                       | 1:11.38,2 | Simen Hegstad Krüger Norge                                             | 1:11.39,7 |

1. ↑  Tävlingen kortades ner till 28,4 km på grund av kraftiga vindar och mycket minusgrader.

Damer
| Gren                                     | Guld                                                                   | Guld      | Silver                                                                  | Silver    | Brons                                                               | Brons     |
| Sprint, fristil Detaljer...              | Jonna Sundling Sverige                                                 | 3.09,68   | Maja Dahlqvist Sverige                                                  | 3.12,56   | Jessie Diggins USA                                                  | 3.12,84   |
| Sprintstafett, klassisk stil Detaljer... | Tyskland Katharina Hennig Victoria Carl                                | 22.09,85  | Sverige Maja Dahlqvist Jonna Sundling                                   | 22.10,02  | ROC Julija Stupak Natalja Neprjajeva                                | 22.10,56  |
| 10 km, klassisk stil Detaljer...         | Therese Johaug Norge                                                   | 28.06,3   | Kerttu Niskanen Finland                                                 | 28.06,7   | Krista Pärmäkoski Finland                                           | 28.37,8   |
| Skiathlon, 15 km Detaljer...             | Therese Johaug Norge                                                   | 44.13,7   | Natalja Neprjajeva ROC                                                  | 44.43,9   | Teresa Stadlober Österrike                                          | 44.44,2   |
| Stafett, 4 × 5 km Detaljer...            | ROC Julija Stupak Natalja Neprjajeva Tatjana Sorina Veronika Stepanova | 53.41,0   | Tyskland Katherine Sauerbrey Katharina Hennig Victoria Carl Sofie Krehl | 53.59,2   | Sverige Maja Dahlqvist Ebba Andersson Frida Karlsson Jonna Sundling | 54.01,7   |
| 30 km fristil, masstart Detaljer...      | Therese Johaug Norge                                                   | 1:24.54,0 | Jessie Diggins USA                                                      | 1:26.37,3 | Kerttu Niskanen Finland                                             | 1:27.27,3 |

## Medaljtabell
| Pl. | Nation    | Guld | Silver | Brons | Totalt |
| --- | --------- | ---- | ------ | ----- | ------ |
| 1   | Norge     | 5    | 1      | 2     | 8      |
| 2   | ROC       | 4    | 4      | 3     | 11     |
| 3   | Finland   | 1    | 2      | 3     | 6      |
| 4   | Sverige   | 1    | 2      | 1     | 4      |
| 5   | Tyskland  | 1    | 1      | 0     | 2      |
| 6   | USA       | 0    | 1      | 1     | 2      |
| 7   | Italien   | 0    | 1      | 0     | 1      |
| 8   | Frankrike | 0    | 0      | 1     | 1      |
| 8   | Österrike | 0    | 0      | 1     | 1      |
|     | Totalt    | 12   | 12     | 12    | 36     |